# Juan José Borrelli
Juan José Borrelli, född 8 november 1970 i San Isidro i Argentina, är en argentinsk före detta fotbollsspelare och en av de mest kända argentinska fotbollsspelarna som har spelat i Grekland (tillsammans med Juan Ramón Verón).
Borrelli påbörjade sin karriär på det sena 1980-talet i River Plate innan de grekiska mästarna Panathinaikos köpte honom 1991 för att bli deras nye lagkapten. Han visade inte upp sin goda skicklighet under de två första säsongerna, mestadels på grund av att han saknade hemlandet, men 1994 hjälpte han laget att vinna både grekiska ligan och cupen. Nästa säsong visade sig bli ännu bättre när han gjorde 15 mål i ligan och fyra i Champions League, då Panathinaikos återigen vann ligan och cupen samt tog sig till semifinal i Champions League. Tack vare prestationerna fick han en plats i Argentinas landslag av förbundskaptenen Daniel Passarella.
Efter alla framgångar visade många europeiska klubbar stort intresse och 1997 såldes han till spanska Real Oviedo. Laget blev dock nedflyttade den säsongen och Borriello återvände då till Argentina och River Plate. Han spelade åtta ligamatcher och gjorde ett mål under sin andra visit hos River Plate och följande säsong såldes han till San Lorenzo. Efter visiten i San Lorenzo stannade han inte länge i en och samma klubb; säsongen 2000/2001 var han hos UANL Tigres, nästa säsong hos uruguayanska CD Maldonado och under vintern 2001 återvände han till Grekland, den här gången till Akratitos. Sommaren 2002 lade han proffsskorna på hyllan för gott.
2004 blev han anställd av River Plate som tränare för ungdomslaget.